# Knud Jørgensen (skådespelare)
Knud Skovby Jørgensen, född 31 mars 1944, är en norsk porrskådespelare. Han har även verkat under pseudonymen Jim Hard.

## Filmografi i urval
- 1974 – Porr i skandalskolan
- 1976 – Veckända i Stockholm
- 1976 – I lejonets tecken
- 1977 – Kärleksvirveln
- 1977 – Ta mej i dalen
- 1978 – Fäbodjäntan